# رياض عودة سيف
رياض سيف واسمه الكامل عند الولادة رياض عودة عبد القادر جاموس (4 يناير 1949 في طولكرم) كاتب سيناريو ومسرحي وشاعر فلسطيني، ويحمل الجنسية الأردنية، كتب أكثر من 40 مسلسلاً تلفزيونيًا، أبرزها مسلسل الاجتياح ومسلسل عرس الصقر، وله كتب للأطفال ومسرحيات عديدة، حصل عام 2008 على جائزة إيمي العالمية.

## سيرته
ولد رياض عودة عبد القادر جاموس في مدينة طولكرم بتاريخ 4 يناير 1942. أنهى الثانوية في الزرقاء بالأردن سنة 1968، وحصل على شهادة البكالوريوس في الاقتصاد من الجامعة الأردنية عام 1972. عمل محاسبًا في أمانة العمل منذ 1973 حتى 1979 في ليبيا، ثم تابع عمله في الأردن ثم مدققًا في الشركة العربية للصناعات الدوائية بعمّان منذ 1979 حتى 1995. عمل أيضًا مديراً لتلفزيون الاستقلال برام الله منذ 2000 حتى 2010. وهو عضو في رابطة الكتاب الأردنيين.

## جوائزه
- 1997: جائزة أفضل عرض وأفضل نص في مهرجان المسرح الأردني الخامس عن مسرحيته أزرق أخضر.
- 1999: جائزة الذهبية في الدراما العربية في مهرجان تونس عن مسلسل عرس الصقر.
- 2008: جائزة إيمي عن مسلسلُ الاجتياح الذي كتبه،[5] وهو أول عمل عربي يحصل على هذه الجائزة في تاريخ الدراما العربية.[6]

## مؤلفاته
كتب أكثر من 40 مسلسلاً تلفزيونياً، ومن أكثرها شهرة التراب المر، وعرس الصقر، والاجتياح، وبوابة القدس.
من دواوينه الشعرية:
- سيّدتي الأرض، سيّدي الوطن، 1989.
- حكاية الولد الفلسطيني طارق الكنعان، حكاية شعرية، 1988.
- شادي يرسم صورة وطنه، حكاية شعرية 1988.

من مسرحياته:
- أزرق أخضر.
- ثورة الصعاليك.
- أحلام قزحيه.

من كتبه للأطفال:
- الكركعة الخشبية.
- شادي والقمر.
- عودة السندباد.

من رواياته:
- التراب المُرّ، 1990.

## وصلات خارجية
- رياض عودة سيف على موقع المكتبة المفتوحة (الإنجليزية)